# Matsumoto Seichō Memorial Museum
Das Matsumoto Seichō Memorial Museum (jap. 北九州市立松本清張記念館, Kitakyūshū-shiritsu Matsumoto Seichō Kinenkan) ist ein Literaturmuseum in Kitakyūshū, Japan. Es sammelt und stellt Materialien über den japanischen Schriftsteller Matsumoto Seichō aus und informiert über sein literarisches Schaffen. Das Literaturmuseum befindet sich neben der Burg Kokura.  

## Übersicht
Das Museum wurde 1998 im Kitakyūshū eröffnet, wo Matsumoto Seichō in der ersten Hälfte seines Lebens etwa 40 Jahre verbrachte. Die Bibliothek und der Empfangsraum des Schriftstellers, genannt "Schloss des Denkens und der Schöpfung", sind in Museum ausgestellt. Sie wurden aus Bezirk Suginami von Tokio verlegt, wo er die zweite Hälfte seines Lebens verbracht. 
Das Museum hat auch die Rolle eines Forschungszentrums in Bezug auf Matsumoto Seichō und veröffentlicht das Forschungsjournal jährlich. Es erhielt 2008 den Kikuchi-Kan-Preis für seine Forschungsaktivitäten.

## Museumsdaten
- Eröffnung: 4. August 1998
- Planung: Architekturbüro nach Entwürfen des Architekten Tadanaga Miyamoto (宮本 忠長)[3]
- Größe der Gedenkstätte: 1,583.50 m²
- Gesamtgröße des Anwesens: 3,391.69 m²